# Don Cowie
Don Cowie, född den 5 januari 1962 i Palmerston North, är en nyzeeländsk seglare.
Han tog OS-silver i starbåt i samband med de olympiska seglingstävlingarna 1992 i Barcelona.